# Arròs i llet
L'arròs i llet o arròs amb llet són unes postres fetes amb arròs cuit amb llet ensucrada i aromatitzada amb peles de cítrics (normalment llimona) i amb canyella. Se sol menjar fred i empolsat amb canyella en pols.

## Arròs amb llet al món

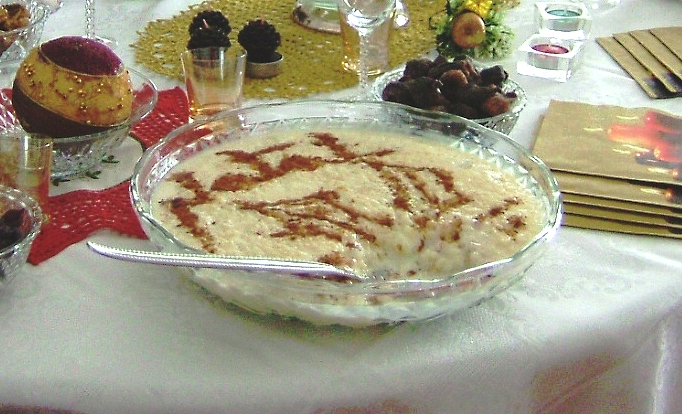
Púding d'arròs (Arroz doce) en una típic dinar de Nadal, a Portugal

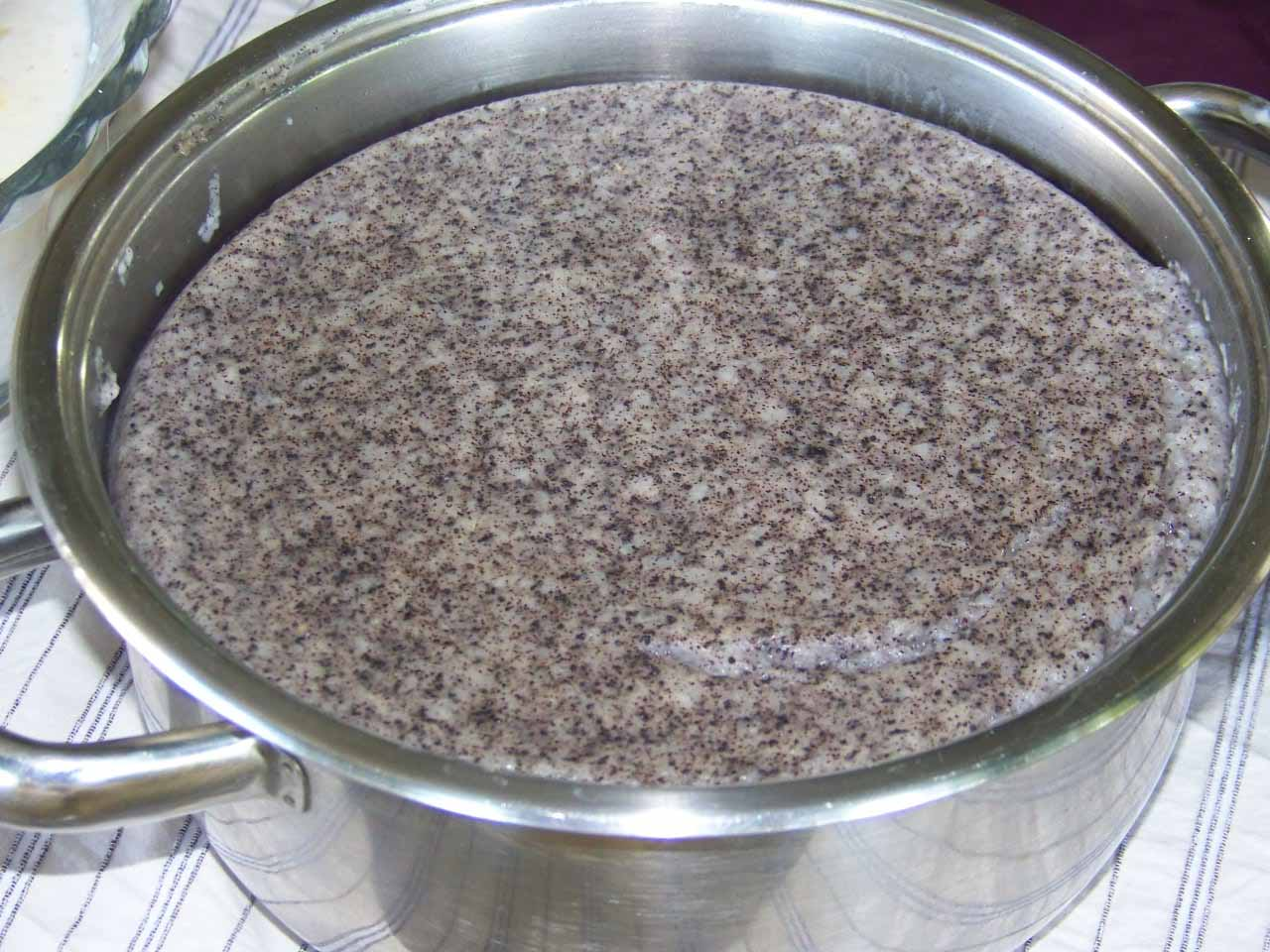
Lapa és un típic púding d'arròs amb llavors negres de cascall per la regió de Kocani, Macedònia del Nord.

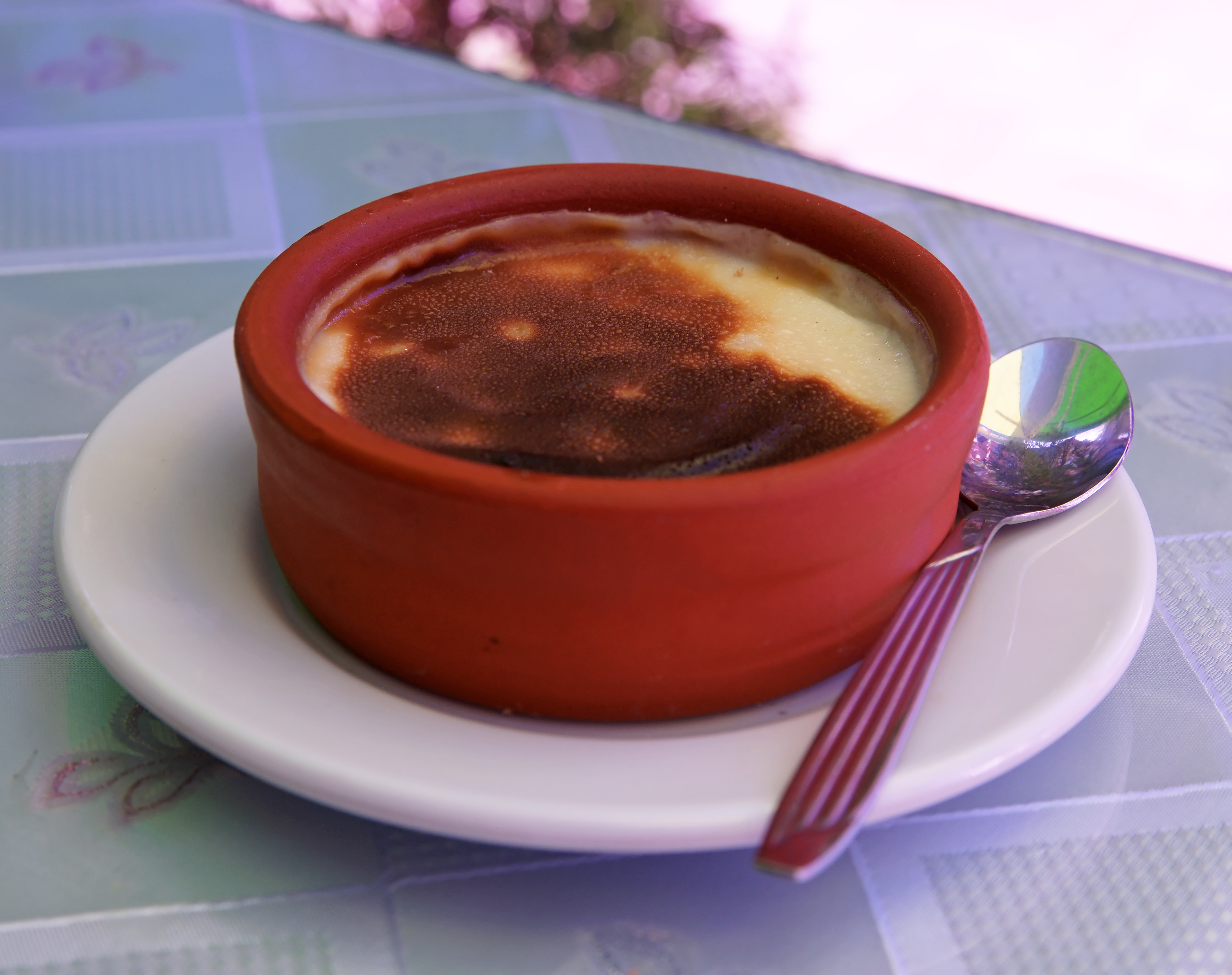
Sütlaç, un púding d'arròs, són unes postres tradicionals a Turquia. Açò és fırın sütlaç (fornejat)

L'arròs va entrar als Països Catalans a través dels àrabs, ja que ja als receptaris antics àrabs hi havia receptes de cremes d'arròs i d'arròs amb llet. El mot va ésser escrit en català per primer cop l'any 1262 en uns comptes de Pere el Gran. També del segle xiii tenim un receptari anònim, Cocina Hispanomagrebí, amb moltes receptes d'arròs, sovint combinat amb llet, sucre i mel. L'any 1314 apareix la primera recepta amb arròs escrita en català, es tracta del menjar blanc, al Llibre de Sent Soví. A la catalanofonia l'arròs i llet ja es preparava a l'edat mitjana i era una manera molt corrent de preparar l'arròs, de vegades tal com el fem ara i d'altres utilitzant un terç de llet d'ametlla i dos de vaca.
Es tracta d'unes postres tradicionals a molts països de tot el món, amb variants en el tipus d'arròs utilitzat (arròs llarg, arròs trencat als Emirats Àrabs, etc.), en el tipus de llet (condensada a alguns països americans, amb llet de coco a Puerto Rico, llet evaporada, etc.), a les espècies i ingredients per a aromatitzar (canyella als països mediterranis, vainilla als països saxons i nòrdics, safrà a l'Iran, cardamom al nord de l'Índia, etc.). A alguns llocs s'afegeixen espessidors com ou, nata, farina, etc. o altres productes, principalment fruita fresca o seca, com ara nous, festucs, etc.

### Varietats a Europa
- Arroz doce (portuguès) amb arròs, sucre, llet, ous, canyella i pela de llimona
- Arroz con leite (gallec) amb arròs, sucre, llet, canyella i pela de llimona
- Budino di Riso (italià) amb llet, ous, panses i pell de taronja
- Arròs i llet (català-valencià) amb llet, sucre, peles de cítrics (llimona especialment) i empolsat amb canyella.
- Arroz con leche (espanyol) amb llet, sucre, i de vegades amb canyella i llimona també
- Сутлијаш (macedoni) - Лапа  Audio (?·pàg.) - púding d'arròs típic amb llavors negres de cascall
- Milchreis (alemany) amb arròs, llet, sucre, canyella, suc de poma, granyons rojos (roter Grütze) o cireres
- Tejberizs (hongarès) amb panses, canyella i/o cacau en pols
- Mlečni riž (eslovè)
- Mliečna ryža (eslovac)
- Riz au lait (francès)
- Mляко с ориз (búlgar) amb llet i canyella
- Orez cu lapte (romanès) amb llet i canyella
- Rijstebrij (neerlandès) o Rijstpap (flamenc)
- Riskrem (noruec) especialment popular en Nadal.
- Rizogalo o Ryzogalo (ρυζόγαλο 'arròs i llet', gastronomia grega) amb llet i canyella.[4]
- Sütlaç (turc < sütlaş < sütlü aş 'menjar cuinat amb llet'), servit fred. Pot ser endolcit amb sucre o pekmez.
- Сутлијаш/Sutlijaš (serbi)
- Sutlija (bosnià)
- Riža na mlijeku (croat)
- Сутляш or Мляко с ориз (búlgar)
- Sylt(i)jash o Qumësht me Oriz (llet i arròs) (albanès)
- Oriz na vareniku (montenegrí)
- Tameloriz (albanès a Kosovo)
- Teurgoule (Normandia)
- Pисова каша (rus)
- Молочна рисова каша (ucraïnès), també pot aparéixer com "кутя" pel Nadala (servit amb fruites seques i nous)
- Risgrynsgröt (suec), servit a la taula en Nadal i durant els mesos d'hivern.
- Risengrød (danès), servit amb mantega, sucre i canyella o suc de fruita negra a la taula de Nadal i durant els mesos d'hivern
- Grjónagrautur (islandès), àpat de tots els dies, se serveix amb canyella, sucre i panses.

## Plats similars
A la cuina catalana les postres de cullera aromatitzades amb pell de llimona, o de taronja, i canyella són habituals i molt populars. Un exemple molt cèlebre d'aquests és la crema catalana. Menys coneguts, però no menys tradicionals, són el menjar blanc i el mató de monja, per exemple. La llet merengada també s'aromatitza amb sucre, canyella i pell de llimona, i sovint es decora amb canyella en pols.

## Curiositats
Al Josep Pla no li agradava, encara que concedeix que és un plat molt apreciat al nord d'Europa.